# Колотиловское сельское поселение
Колоти́ловское се́льское поселе́ние — муниципальное образование в Краснояружском районе Белгородской области.
Административный центр — село Колотиловка.

## История
Колотиловское сельское поселение образовано 20 декабря 2004 года в соответствии с Законом Белгородской области № 159.

## Население
| 2010  | 2011  | 2012  | 2013  | 2014  | 2015  | 2016  | 2017  | 2018  |
| ----- | ----- | ----- | ----- | ----- | ----- | ----- | ----- | ----- |
| 1058  | ↘1054 | ↗1058 | ↘1057 | ↘1054 | ↘1043 | ↗1049 | ↗1051 | ↘1040 |
| 2019  | 2020  | 2021  |       |       |       |       |       |       |
| ↗1061 | ↗1063 | ↗1090 |       |       |       |       |       |       |

## Состав сельского поселения
| № | Населённый пункт | Тип населённого пункта       | Население |
| - | ---------------- | ---------------------------- | --------- |
| 1 | Архипов          | хутор                        | ↘7        |
| 2 | Вязовской        | хутор                        | ↗209      |
| 3 | Колотиловка      | село, административный центр | ↘371      |
| 4 | Колотиловский    | хутор                        | ↘24       |
| 5 | Красноорловский  | хутор                        | ↗204      |
| 6 | Степное          | посёлок                      | ↗243      |